# Lame (vague)
Pour les articles homonymes, voir Lame.
Une lame est une vague qui s'étend en nappe à la surface de l'océan ou sur un littoral.

## Origine du terme et description
Le terme vient du latin lamina, qui veut dire lamelle. C’est au XIIe siècle que le mot est apparu dans le langage maritime. Le terme est resté cependant plutôt littéraire jusqu’au XVIIIe siècle, les gens de mer employant traditionnellement le mot vague, d’origine nordique. Aujourd’hui, c’est plutôt l’inverse : les marins emploient généralement le mot lame, laissant l’utilisation du mot vague à tous ceux qui restent à terre.
Une lame est composée d’un creux et d’une crête, qui brise sur quelque chose, déferle en mer en écumant. Pour désigner la grandeur d’une lame, on peut dire son creux (de crête à fond) ou sa hauteur, ce qui revient au même.

## Dans le langage maritime
Les marins emploient le terme avec de nombreuses variantes :
- Lame de fond : elle n’a rien à voir avec le fond de la mer, mais désigne une grosse vague qu’on n’a pas vu venir.
- Lame sourde : terme voisin du précédent, quand la mer gonfle brusquement.
- Lame de courant : gonflement de l’eau d’un courant sur un bassin.
- Lame d’étrave : rebroussement de l’eau par la coque du bateau en route.
- Lame de barre : vague se brisant sur une barre, ou gonflement causé par le courant.
- Rencontrer une lame : neutraliser son effet par une manœuvre de barre.
- Épauler la lame : la prendre par le bossoir.
- Forcer la lame : lutter trop franchement contre elle.
- Embarquer une lame : grosse vague qui déferle sur le pont d’un navire. Si un homme s’y trouve il risque d’être enlevé par la lame.

Jean Merrien a recensé plusieurs dizaines de formulations dont la plupart ne sont connues que des marins professionnels (de commerce ou de guerre).

## Galerie d'images

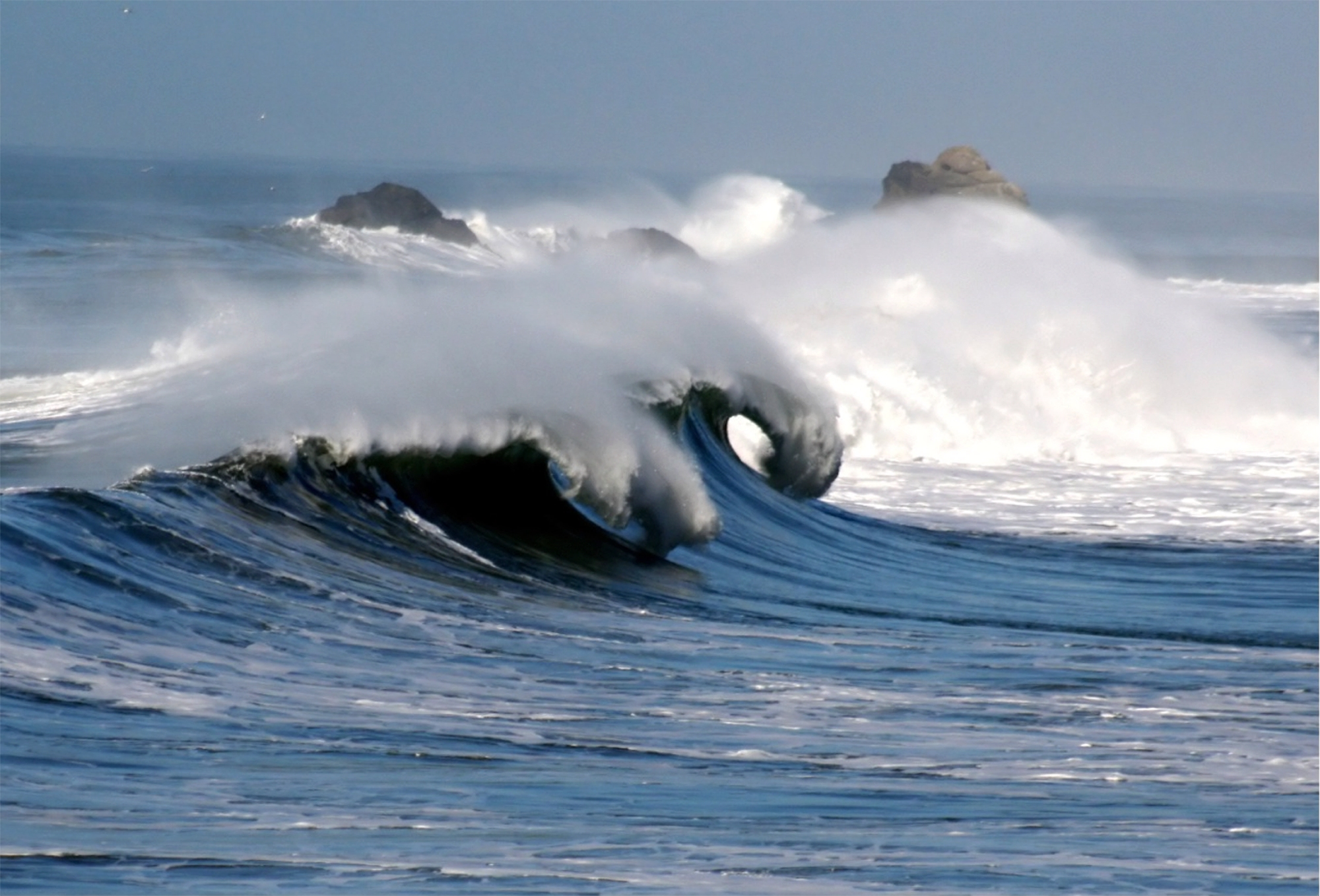
Une lame déferlant sur la côte californienne.
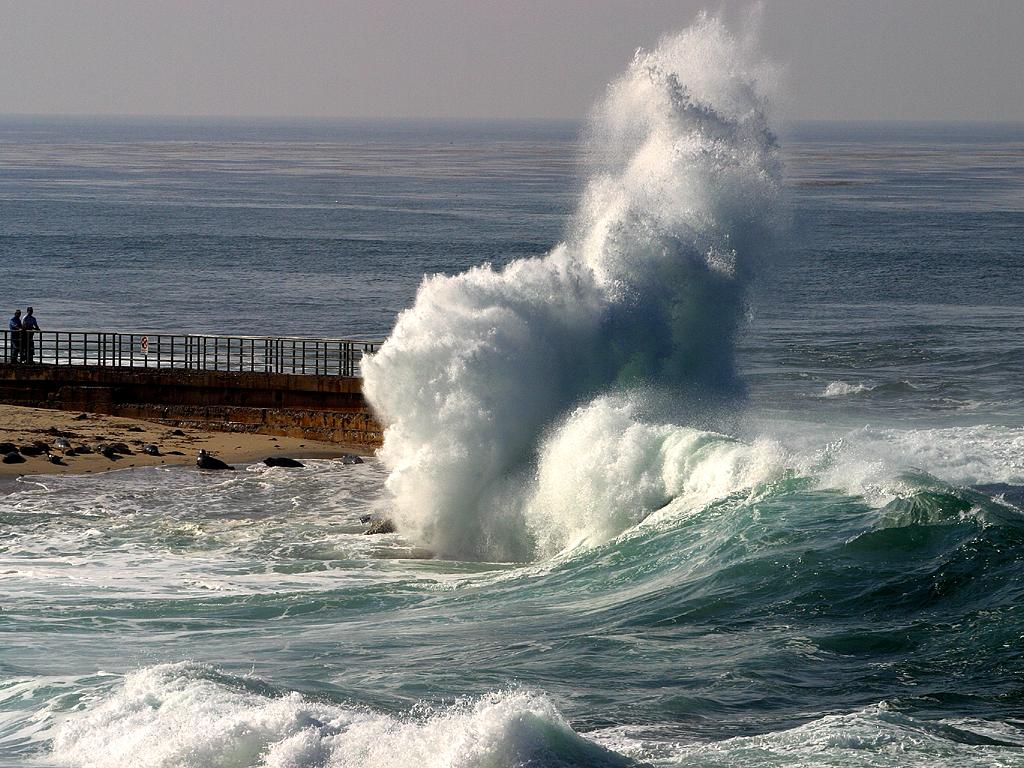
Une lame se brisant et déferlant sur une jetée.
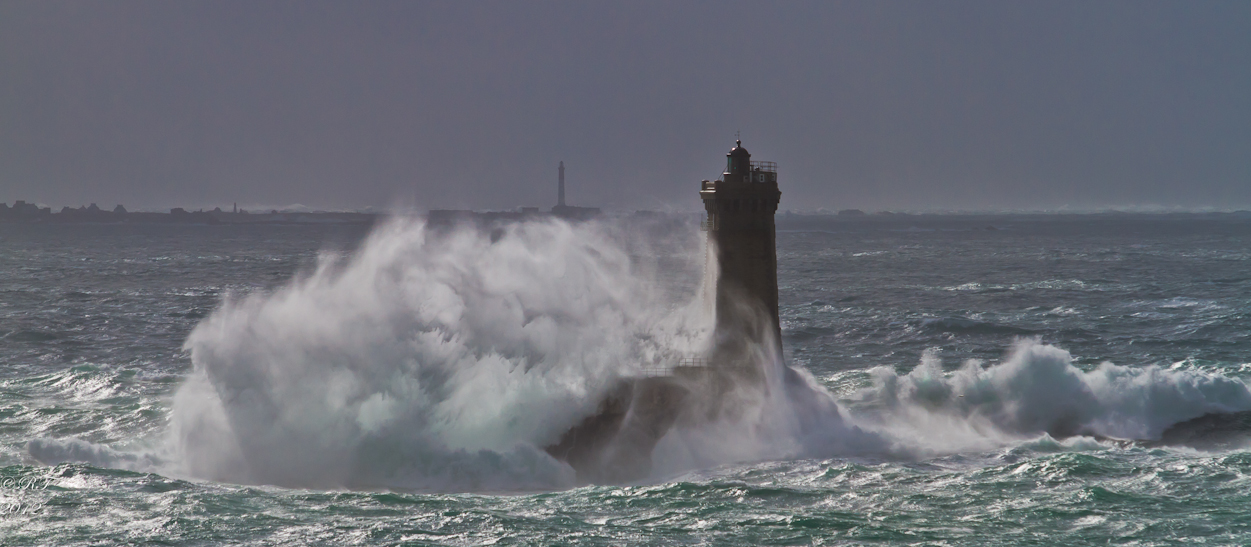
Des lames se brisant et écumant sur un phare pendant un coup de vent.
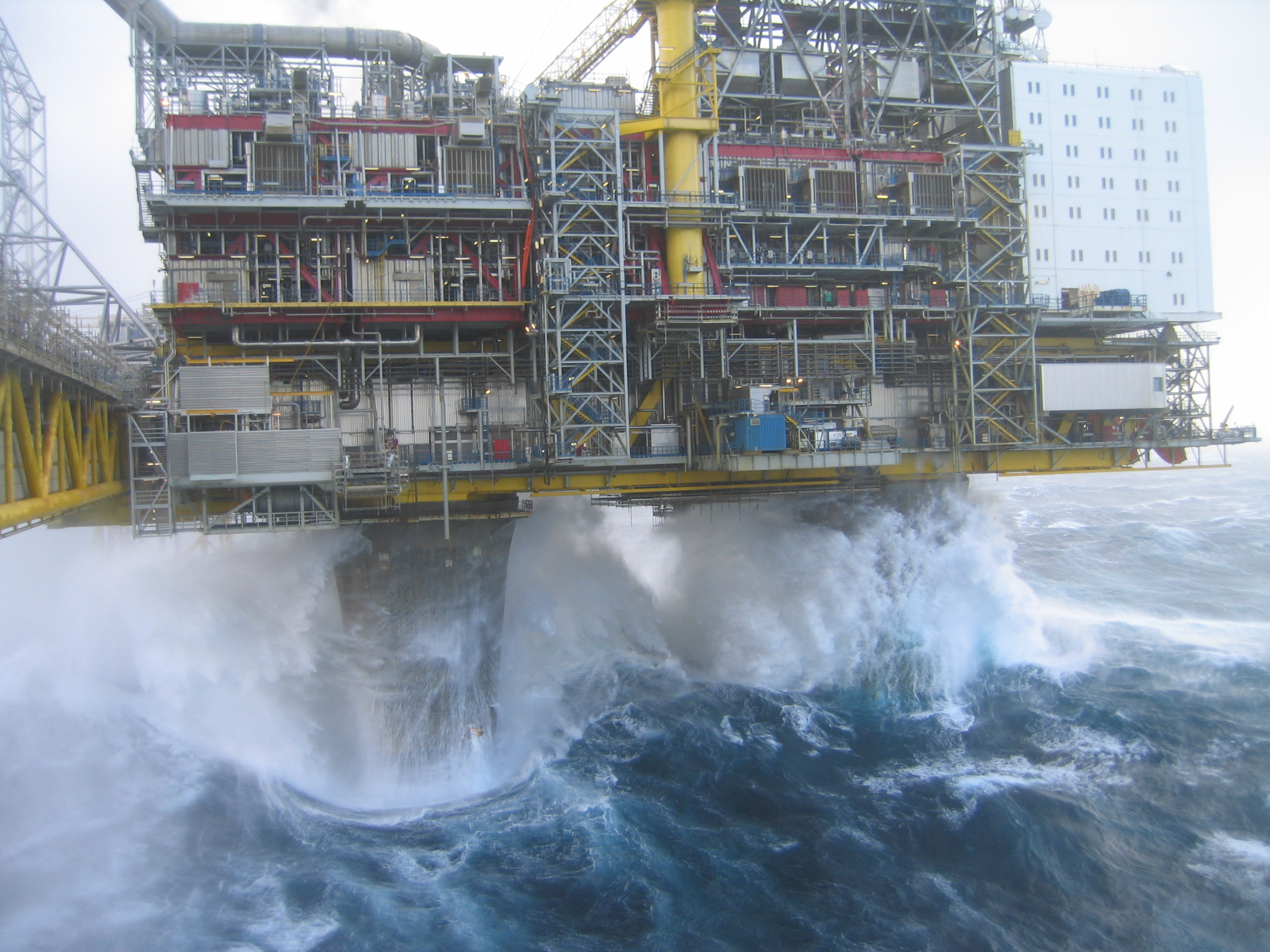
Des lames sur les piliers de béton d’un plate-forme pétrolière.
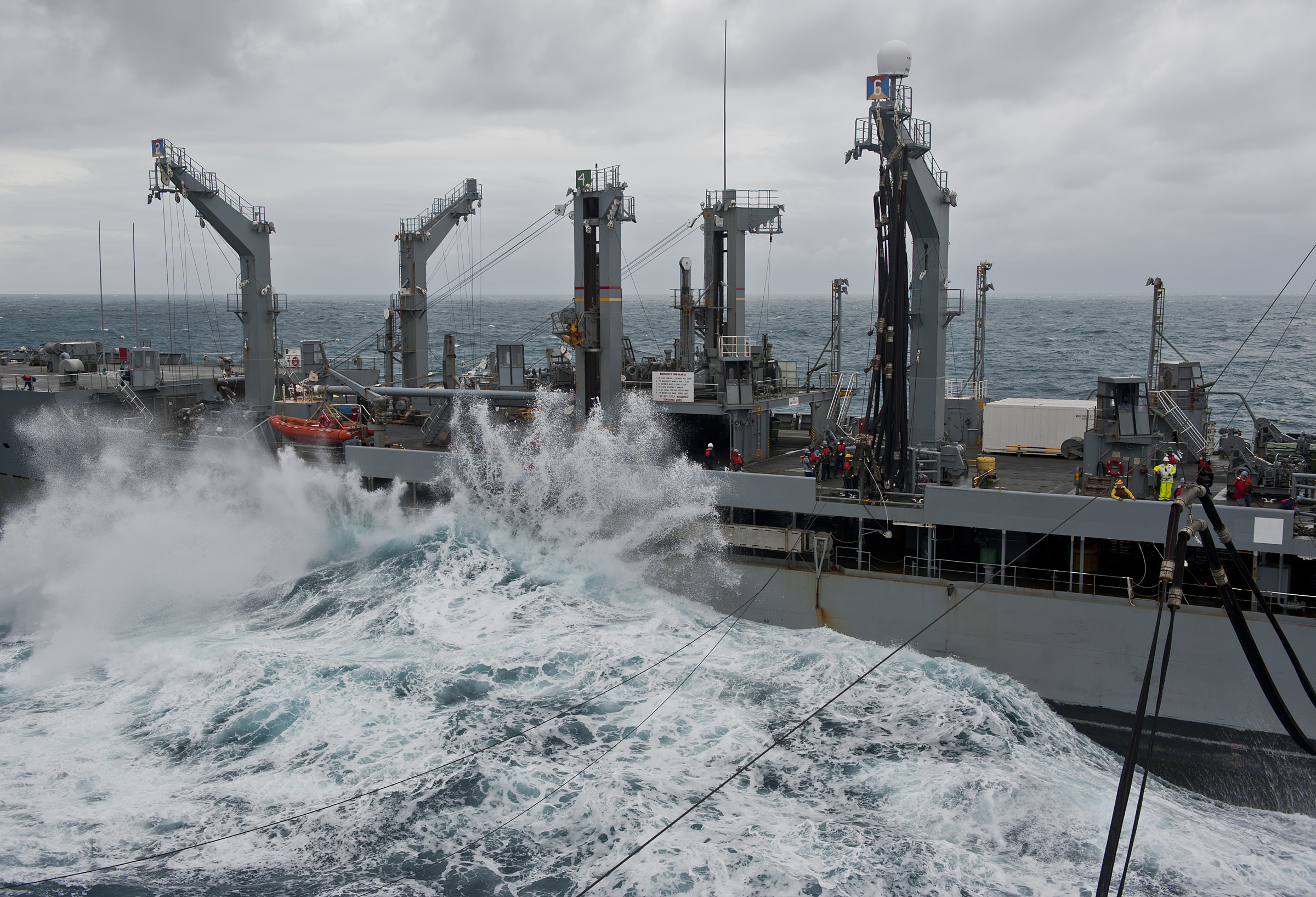
Un bâtiment militaire embarquant une lame sur son pont inférieur.
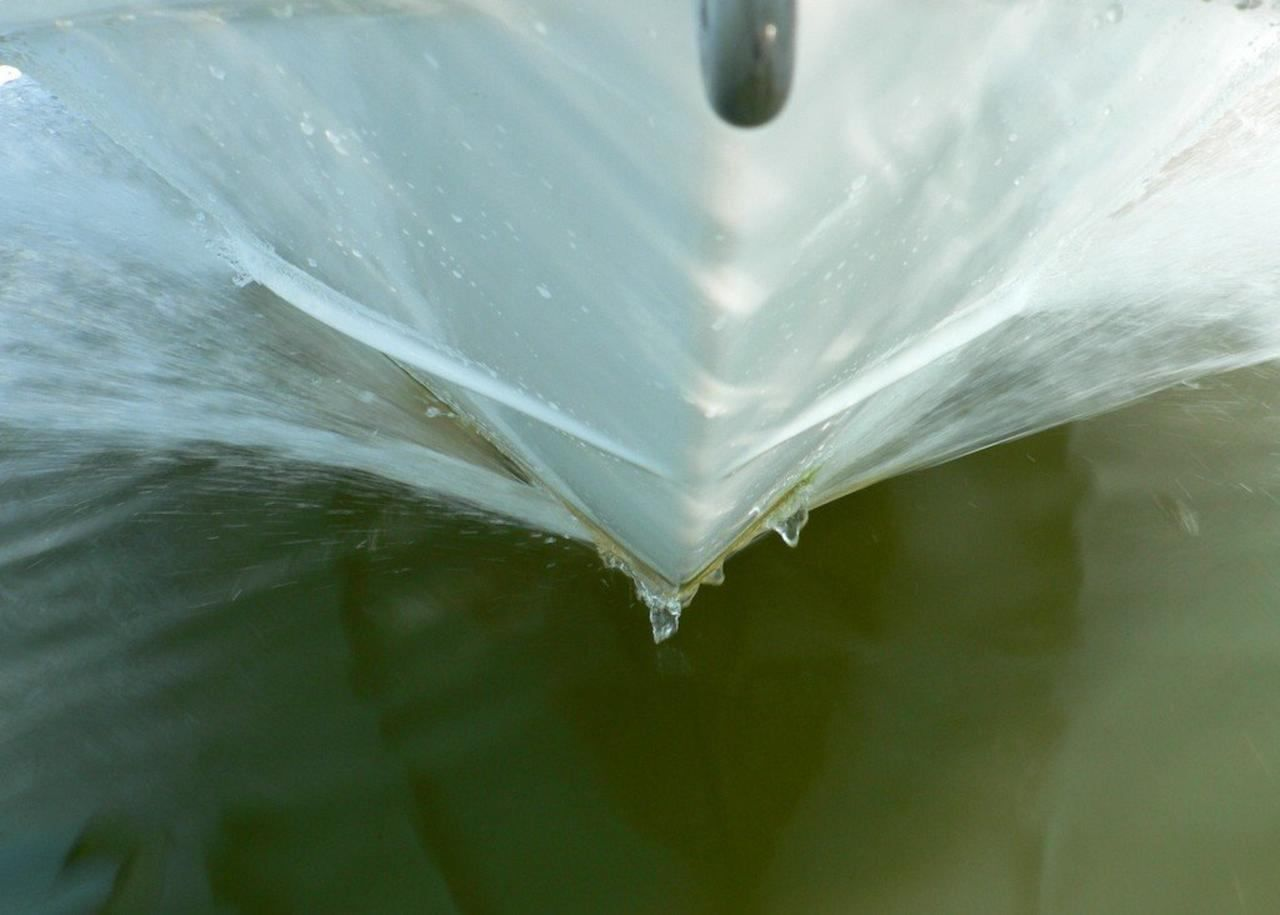
La lame d’étrave d’un petit navire.
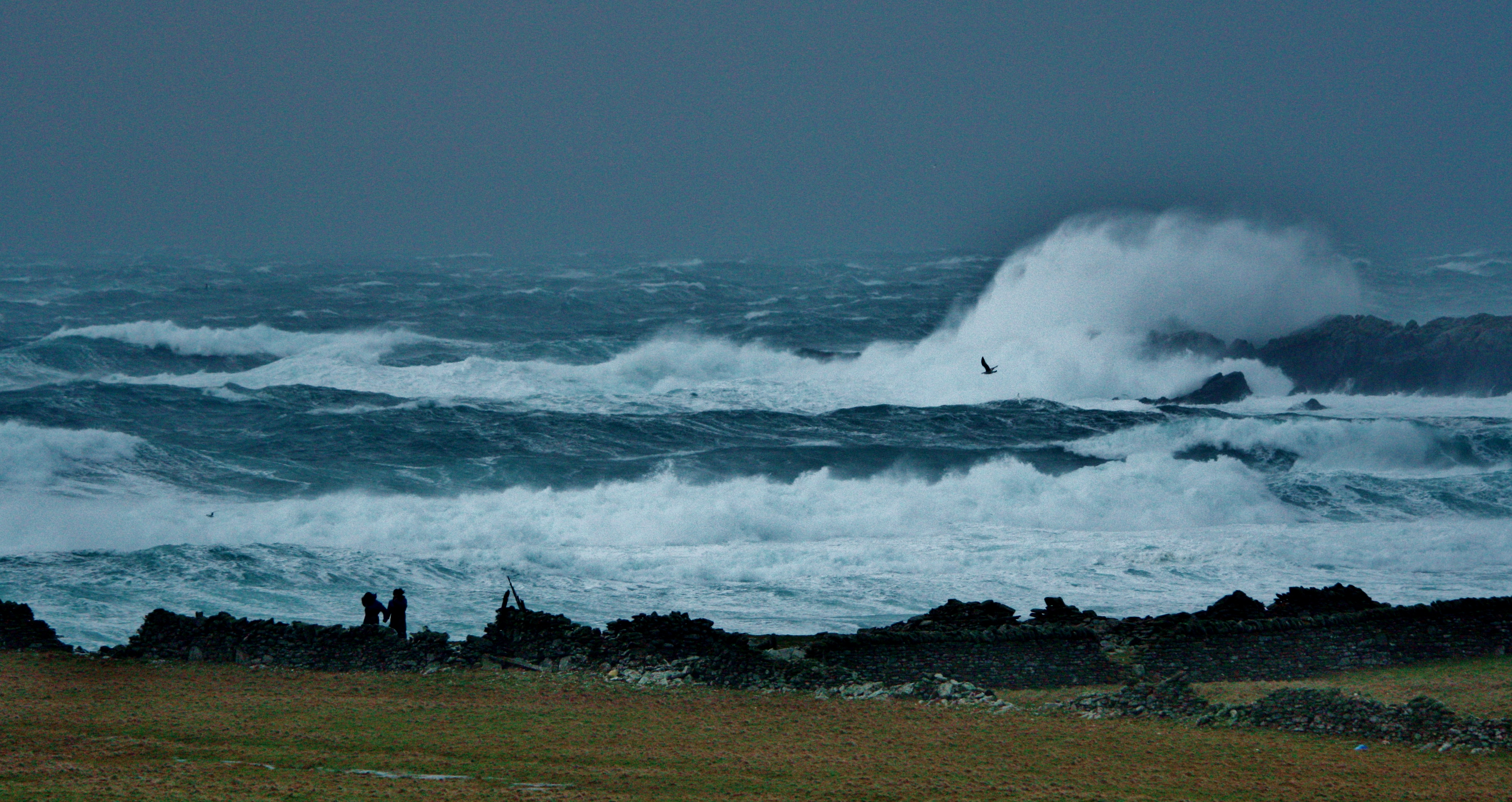
Des lames écumant sur des récifs lors d’une tempête.
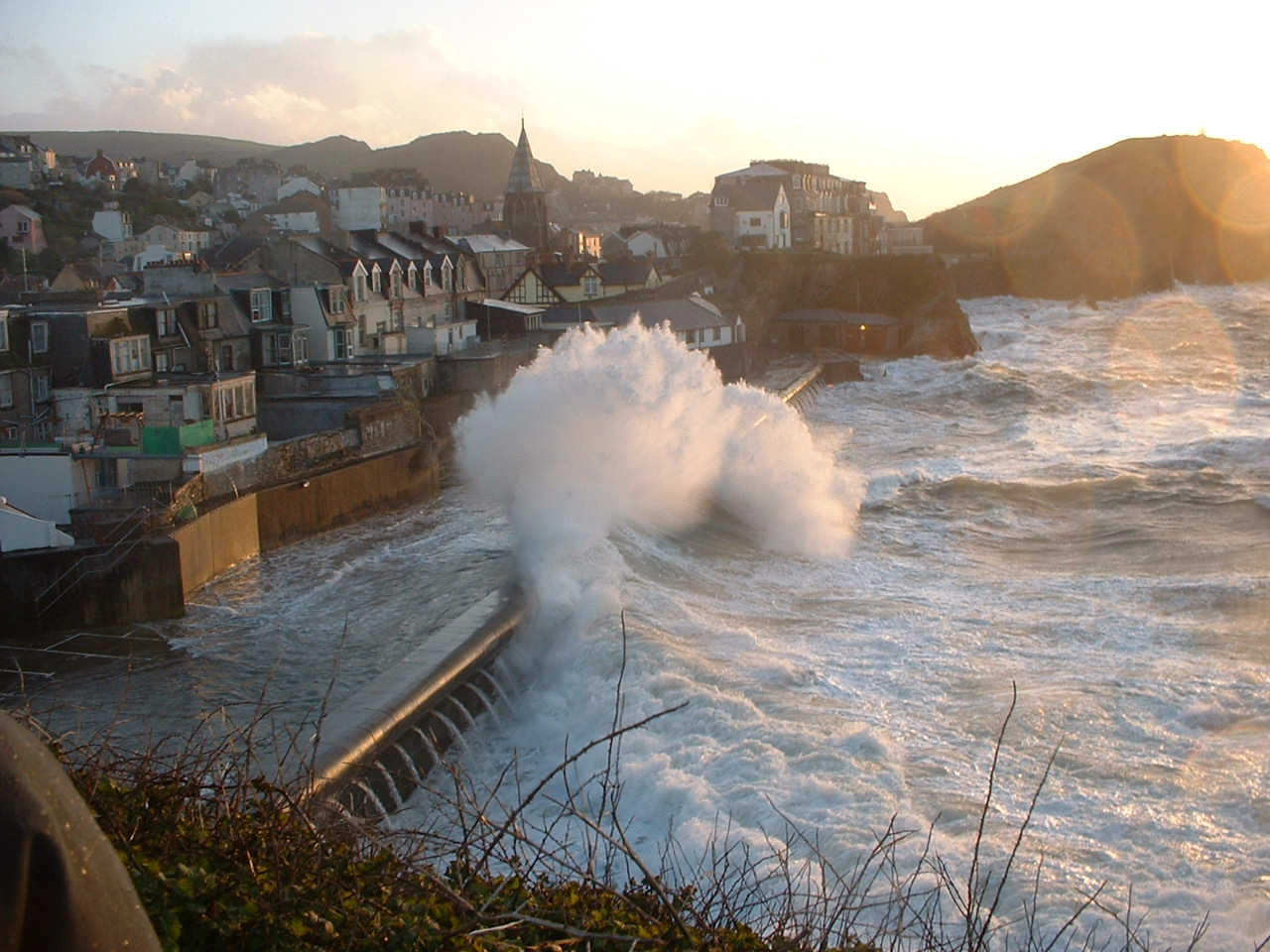
Des lames se brisant sur les digues d'un village de bord de mer.